# Sins of a Solar Empire
Sins of a Solar Empire é um jogo de computador de estratégia em tempo real (mais precisamente 4X) com temática de ficção científica desenvolvido pela Ironclad Games e publicado pela Stardock em 4 de fevereiro de 2008 exclusivamente para os sistemas operacionais Microsoft Windows. Sua primeira expansão de conteúdo, intitulada Entrincheiramento (Entrenchment), foi lançada como download em 25 de fevereiro de 2009. Sua segunda expansão, intitulada Diplomacia (Diplomacy), foi lançado como download em 9 de fevereiro de 2010. Um pacote combinando o jogo original com as duas primeiras expansões foi lançado na época com o nome de Trinity. Uma terceira expansão, chamada Rebelião (Rebellion), foi lançada em junho de 2012.Esse jogo inspirou o estagio espacial de Spore.